# Афанасьев, Фёдор Михайлович
Фёдор Михайлович Афанасьев (1883—1935) — российский и советский военачальник, полковник Русской императорской армии (1917), активный участник Гражданской войны.

## Биография
Родился 27 февраля 1883 года (по другим данным 28 февраля) в мещанской семье. Окончил 4 класса Оренбургской духовной семинарии.
С 18 августа 1902 году учился в Казанском пехотном училище, которое окончил в 1904 году; был выпущен подпоручиком в 184-й пехотный Варшавский полк, затем служил в 123-м пехотном Козловском полку. Участвовал в Русско-японской войне. В 1910 году поступил в Николаевскую военную академию и окончил её в 1913 году по первому разряду. В 1914 году был прикомандирован к 43-му пехотному Сибирскому полку для цензового командования ротой.
С началом Первой мировой войны, 10 октября 1914 года назначается обер-офицером для поручений при штабе 30-го армейского корпуса, со 2 февраля 1915 года — старший адъютант штаба 3-й пехотной дивизии, с 5 февраля 1916 года — начальник штаба той же дивизии, участвовал в Брусиловском прорыве. С 3 ноября 1916 года по 25 августа 1917 года — начальник связи 11-й армии, одновременно, с 26 ноября 1916 года — и. д. помощника старшего адъютанта отделения генерал-квартирмейстера штаба 11-й армии, участвовал в Июльском наступлении, с 25 августа 1917 года — и. д. генерал-квартирмейстера 11-й армии, с 3 ноября 1917 года — и. д. начальника штаба 11-й армии.
В феврале 1918 года полковник добровольно вступил в РККА, участвовал в Гражданской войне — с 14 февраля 1918 года — помощник делопроизводителя Главного Управления Генерального Штаба (ГУГШ), с 16 февраля 1918 года — помощник начальника оперативного отделения ГУГШ (до 26 мая 1918 года), с 1 августа 1918 года — начальник общего отделения Всероглавштаба.
В сентябре 1918 года был командирован в состав 2-й армии (Восточный фронт), которой командовал В. И. Шорин. 5 октября 1918 года Ф. М. Афанасьев был назначен начальником связи 2-й армии, с 3 ноября по 12 декабря 1918 года, с 23 февраля по 3 мая 1919 года и с 18 июня по 12 июля 1919 года — начальник штаба 2-й армии, одновременно, в феврале 1919 года — вр.и.д. командира 2-й армии. Участвовал в боях против белогвардейских армий Колчака, в том числе Ижевско-Воткинской и Пермской операциях, отражении наступления армии Колчака, Сарапуло-Воткинской и Екатеринбургской операциях. 16 июля 1919 года, после разгрома Колчака на Урале, 2-я армия была расформирована, управление переброшено на Южный фронт.
23 июля 1919 года на базе управления 2-й армии была создана Особая группа Шорина Южного фронта, Ф. М. Афанасьев назначен начальником её штаба. Группа сразу же включилась в бои с наступавшей на Москву Южной армией Деникина, затем участвовала в августовском контрнаступлении Южного фронта. 30 сентября 1919 года группа была преобразована в Юго-Восточный фронт. С 1 октября 1919 года по 4 января 1920 года и с 16 января по 23 февраля 1920 года — начальник штаба Юго-Восточного фронта (с 16 января 1920 года — Кавказский фронт), с 24 января по 3 февраля 1920 года — вр.и.д. командующего Кавказского фронта, с 23 февраля 1920 года по 20 апреля 1920 года — заместитель командующего Кавказского фронта (М. Н. Тухачевского). На этих постах он участвовал в Хопёро-Донской, Доно-Манычской и Северо-Кавказской операциях.
6 июня 1920 года назначен начальником штаба помощника Главкома по Сибири В. И. Шорина, с 4 мая 1921 года — помощник Главкома по Сибири, с 25 ноября 1921 года — вр.и.д. командующего войсками Сибири. На этих должностях участвовал в подавлении ряда восстаний, в том числе Западно-Сибирского восстания, и в боях с войсками барона Р. Ф. Унгерна. 30 июня 1922 года был освобождён от занимаемой должности и зачислен в резерв штаба РККА.
После окончания Гражданской войны 24 августа 1922 года назначен помощником начальника Военной Академии РККА. 19 апреля 1924 года зачислен в резерв при Управлении РККА, 18 июля 1924 года — уволен в бессрочный отпуск и зачислен на учёт по Москве.
Умер в 1935 году.

## Звания
- подпоручик — (старшинство (ст.) 09.08.1904)
- поручик — (ст. 20.08.1911)
- штабс-капитан — (ст. 20.08.1911)
- капитан — (ст. 10.08.1913)
- подполковник — 1916 (ст. 15.08.1916)
- полковник — 1917

## Награды

### Российской империи
- Орден Святого Георгия 4-й степени — ПАФ от 04.04.1917 — за отличия старшим адъютантом штаба 3-й пехотной дивизии
- Орден Святой Анны 3-й степени — 08.05.1913
- Орден Святого Станислава 3-й степени мечами и бантом — 1907
- Орден Святой Анны 4-й степени — 1906

### Советского Союза
- Орден Красного Знамени — Приказ РВС № 285 от 12.10.1921